# كم عدد الأميال إلى بابل (رواية)
كم عدد الأميال إلى بابل؟ (بالإنجليزية: ?How Many Miles to Babylon) هي رواية للكاتبة الإيرلندية جينيفر جونستون، نشرت عام 1974، عن دار نشر هاميش هاملتون في المملكة المتحدة دابلداي في الولايات المتحدة. 

## روابط خارجية
- كم عدد الأميال إلى بابل على موقع الموسوعة البريطانية (الإنجليزية)